# Laurence Bobillier
Pour les articles homonymes, voir Bobillier.
Laurence Bobillier, née le 8 septembre 1965 à Besançon dans le Doubs, est une journaliste et présentatrice de télévision française.

## Biographie
Diplômée de l’école de journalisme de Bordeaux, elle a entamé sa carrière en 1985 sur France 3 Besançon et a fait toute sa carrière sur France 3, où elle a présenté :
- Le 12H45 (devenu le 12/13 en décembre 1995) de septembre 1994 à juin 1996, en duo avec Georges Mattéra à partir de décembre 1995.
- Le Soir 3 d'octobre 2001[3] à septembre 2004
- Et le "12/14" (nom du 12/13 de 2000 à 2006) de cette date à février 2006, avant de céder la place à Jean-Sébastien Fernandes.
- Elle présente ensuite On peut toujours s'entendre, émission sur la médiation juridique, privée et institutionnelle.

Au printemps 2008, elle assure de nouveau la présentation du Soir 3, en tant que remplaçante. De la rentrée 2008 jusqu'en 2010, elle assure la rédaction en chef du magazine d'actualités, hebdomadaire, Comme un vendredi, sur France 3, présenté par Samuel Étienne.
En octobre 2012, elle devient rédactrice en chef de l'émission Thalassa.
Le 1er novembre 2019, elle remplace Laure Baudouin à la Direction de l'Unité des émissions religieuses de France Télévisions.
Elle prend la direction de France 3 Pays de la Loire en janvier 2021, avant de remplacer Michel Dumoret le 18 octobre 2021 en tant que directrice de France 3 Bretagne.

## Filmographie
- 2005 : Midnight Murderers (court métrage de Nicolas Heurtel produit par TiKanar Prod) où elle joue son propre rôle.